# Théâtre du Rideau Vert
El Théâtre du Rideau Vert és un teatre situat en el núm. 4.664 del carrer Saint-Dénis de Mont-real, (Canadà). Fundat l'any 1949 per Yvette Brind'Amour i Mercedes Palomino, fou el primer teatre professional francòfon del país i un dels primers teatres quebequesos en programar obres d'autors d'allí. Ha vist sorgir autors com Félix Leclerc, Marie-Claire Blais, Gratien Gélinas, Michel Tremblay, Antonine Maillet, etc. S'hi va estrenar el 1968 l'obra Les Belles-Sœurs (Les cunyades) de Michel Tremblay en joual (dialecte francès del Quebec).
Després d'haver deambulat per diverses sales (Compagnons de Saint-Laurent, Monument-National, Gesù, l'Anjou), el Théâtre du Rideau Vert s'instal·la definitivament, el 1960, al carrer Saint-Denis, a l'antic Théâtre Stella. La darrera renovació (1991) ha permès disposar d'una capacitat de 426 seients.